# Elezioni generali in Perù del 2021
Le elezioni generali in Perù del 2021 si sono tenute l'11 aprile per l'elezione del Presidente (primo turno) e il rinnovo del Congresso della Repubblica, nonché il 6 giugno per il secondo turno delle presidenziali.

## Sistema di voto
Il Presidente e i vice Presidenti della Repubblica sono eletti a suffragio diretto e in un'unica circoscrizione elettorale. Nel caso in cui nessun candidato presidenziale raggiunga più del 50% dei voti validamente espressi al primo turno, si terrà una seconda tornata elettorale.
Per il Congresso saranno eletti 130 deputati della Repubblica in 27 circoscrizioni elettorali, corrispondenti ai 24 dipartimenti, la Provincia di Lima, la Provincia costituzionale del Callao e per i peruviani residenti all'estero. Per entrare in Congresso, i partiti devono superare la soglia elettorale del 5% a livello nazionale o conquistare almeno sette seggi in una circoscrizione. I posti sono assegnati con il metodo D'Hondt.

## Risultati

### Elezioni presidenziali
| Candidati           | Partiti                        | I turno    | I turno | II turno   | II turno |
| Candidati           | Partiti                        | Voti       | %       | Voti       | %        |
| ------------------- | ------------------------------ | ---------- | ------- | ---------- | -------- |
| Pedro Castillo      | Perù Libero                    | 2 724 752  | 18,92   | 8 836 380  | 50,13    |
| Keiko Fujimori      | Forza Popolare                 | 1 930 762  | 13,41   | 8 792 117  | 49,87    |
| Rafael López Aliaga | Rinnovamento Popolare          | 1 692 279  | 11,75   |            |          |
| Hernando de Soto    | Avanza País                    | 1 674 201  | 11,63   |            |          |
| Yonhy Lescano       | Azione Popolare                | 1 306 288  | 9,07    |            |          |
| Verónika Mendoza    | Uniti per il Perù (PHP - PCP)  | 1 132 577  | 7,86    |            |          |
| César Acuña         | Alleanza per il Progresso      | 867 025    | 6,02    |            |          |
| George Forsyth      | Vittoria Nazionale             | 814 516    | 5,66    |            |          |
| Daniel Urresti      | Podemos Perú                   | 812 721    | 5,64    |            |          |
| Julio Guzmán        | Partido Morado                 | 325 608    | 2,26    |            |          |
| Alberto Beingolea   | Partito Popolare Cristiano     | 286 447    | 1,99    |            |          |
| Daniel Salaverry    | Somos Perú                     | 240 234    | 1,67    |            |          |
| Ollanta Humala      | Partito Nazionalista Peruviano | 230 831    | 1,60    |            |          |
| José Vega           | Unione per il Perù             | 101 267    | 0,70    |            |          |
| Ciro Gálvez         | Rinascimento Unito Nazionale   | 89 376     | 0,62    |            |          |
| Marco Arana         | Fronte Ampio                   | 65 300     | 0,45    |            |          |
| Rafael Santos       | Perù Patria Sicura             | 55 644     | 0,39    |            |          |
| Andrés Alcántara    | Democrazia Diretta             | 50 802     | 0,35    |            |          |
| Totale              | Totale                         | 14 400 630 | 100     | 17 628 497 | 100      |

| Pedro Castillo      |  | 18,92% |
| Keiko Fujimori      |  | 13,41% |
| Rafael López Aliaga |  | 11,75% |
| Hernando de Soto    |  | 11,63% |
| Yonhy Lescano       |  | 9,07%  |
| Verónika Mendoza    |  | 7,86%  |
| César Acuña         |  | 6,02%  |
| George Forsyth      |  | 5,66%  |
| Daniel Urresti      |  | 5,64%  |
| Julio Guzmán        |  | 2,26%  |
| Alberto Beingolea   |  | 1,99%  |
| Daniel Salaverry    |  | 1,67%  |
| Ollanta Humala      |  | 1,60%  |
| José Vega           |  | 0,70%  |
| Ciro Gálvez         |  | 0,62%  |
| Marco Arana         |  | 0,45%  |
| Rafael Santos       |  | 0,39%  |
| Andrés Alcántara    |  | 0,35%  |

| Pedro Castillo |  | 50,13% |
| Keiko Fujimori |  | 49,87% |

### Elezioni parlamentari
| Liste                             | Voti       | %     | Seggi |
| --------------------------------- | ---------- | ----- | ----- |
| Perù Libero                       | 1 724 354  | 13,41 | 37    |
| Forza Popolare                    | 1 457 694  | 11,34 | 24    |
| Rinnovamento Popolare             | 1 199 705  | 9,33  | 13    |
| Azione Popolare                   | 1 159 734  | 9,02  | 16    |
| Alleanza per il Progresso         | 969 726    | 7,54  | 15    |
| Avanza País                       | 969 092    | 7,54  | 7     |
| Uniti per il Perù (PHP - PCP)     | 847 596    | 6,59  | 5     |
| Somos Perú                        | 788 522    | 6,13  | 5     |
| Podemos Perú                      | 750 262    | 5,83  | 5     |
| Partido Morado                    | 697 307    | 5,42  | 3     |
| Vittoria Nazionale                | 638 289    | 4,96  | –     |
| Fronte Popolare Agricolo del Perù | 589 018    | 4,58  | –     |
| Unione per il Perù                | 266 349    | 2,07  | –     |
| Partito Popolare Cristiano        | 212 820    | 1,65  | –     |
| Partito Nazionalista Peruviano    | 195 538    | 1,52  | –     |
| Fronte Ampio                      | 135 104    | 1,05  | –     |
| Democrazia Diretta                | 100 033    | 0,78  | –     |
| Rinascimento Unito Nazionale      | 97 540     | 0,76  | –     |
| Perù Patria Sicura                | 54 859     | 0,43  | –     |
| Contigo                           | 5 787      | 0,05  | –     |
| Totale                            | 12 859 329 | 100   | 130   |

| Riepilogo dei seggi | Riepilogo dei seggi | Riepilogo dei seggi | Riepilogo dei seggi | Riepilogo dei seggi | Riepilogo dei seggi | Riepilogo dei seggi |
| ------------------- | ------------------- | ------------------- | ------------------- | ------------------- | ------------------- | ------------------- |
|                     |                     |                     |                     |                     |                     |                     |
| PL                  | 37                  |                     |                     | JP                  | 5                   |                     |
| AP                  | 16                  |                     |                     | PM                  | 3                   |                     |
| SP                  | 5                   |                     |                     | APP                 | 15                  |                     |
| AP                  | 7                   |                     |                     | PP                  | 5                   |                     |
| FP                  | 24                  |                     |                     | RP                  | 13                  |                     |

## Contrassegni elettorali
| Azione Popolare                   | Avanza País                    | Uniti per il Perù            |
| Vittoria Nazionale                | Forza Popolare                 | Rinnovamento Popolare        |
| Perù Libero                       | Podemos Perú                   | Alleanza per il Progresso    |
| Partito Popolare Cristiano        | Partito Nazionalista Peruviano | Partido Morado               |
| Somos Perú                        | Unione per il Perù             | Fronte Ampio                 |
| Perù Patria Sicura                | Democrazia Diretta             | Rinascimento Unito Nazionale |
| Fronte Popolare Agricolo del Perù | Contigo                        |                              |